# أوتم فيليبس
أوتم فيليبس (بالإنجليزية: Autumn Phillips)‏ (و. 1978  م) هي ممثلة، وممثلة أفلام كندية، ولدت في مونتريال.
.

## التعليم
تعلمت في جامعة مكغيل.

## وصلات خارجية
- أوتم فيليبس على موقع IMDb (الإنجليزية)

- أوتم فيليبس في قاعدة بيانات الأفلام على الإنترنت